# Württembersko-Hohenzollernsko
Württembersko-Hohenzollernsko (německy: Württemberg-Hohenzollern) je bývalá spolková země v Německu. Vznikla po druhé světové válce v rámci Francouzské okupační zóny z jižní části Württemberska, bývalé pruské provincie Hohenzollernska a bavorského zemského okresu Lindau. Tato země měla rozlohu 10 406 km² a asi jeden milión obyvatel. Hlavní město byl Tübingen. V roce 1952 bylo Württembersko-Hohenzollernsko sloučeno s Württemberskem-Bádenskem a Bádenskem, čímž vznikla dnešní německá spolková země Bádensko-Württembersko (bez okresu Lindau, který byl roku 1955 vrácen Bavorsku).